# Femme fatale (album)
Femme fatale är ett musikalbum från 2001 av svenska rapparen Melinda Wrede.

## Låtlista
1. "Intro"
2. "M. E. L. I. N. D. A"
3. "Bortom allt förnuft"
4. "Relationsteorin"
5. "En värld som den här"
6. "Ska det vara..."
7. "Brudmaffia"
8. "Han"
9. "Den jag é"
10. "Femme fatale"
11. "Upp med dom!"
12. "Det som..."
13. "Knäckt av en brud"
14. "Systrar & bröder"